# Herman Jan Scheltema
Herman Jan Scheltema (Groningen, 25 december 1906 - aldaar, 2 december 1981) was een Nederlands rechtshistoricus en dichter. Scheltema was hoogleraar rechtsgeschiedenis aan de Rijksuniversiteit Groningen van 1945 tot 1977.
Hij studeerde rechten te Groningen en promoveerde in 1934. Scheltema stond in nauw contact met de Groningse schildersvereniging 'De Ploeg'. Hij publiceerde anonieme bijdragen in de Groninger Studenten Almanak (1927-1933) en samen met H.C. Kool, J.C. Noordstar en H. Poort pamfletten, gedrukt door Hendrik Werkman. Hij schreef onder het pseudoniem N.E.M. Pareau en Mr. J.Jer. van Nes onder andere XXVIII Sonnetten in 1942.
Met J.C. Noordstar was hij verder deelgenoot van Uitgeverij Eben Haëzer. Hij werd in 1940 privaatdocent in het Byzantijns recht aan de Universiteit van Amsterdam, waar hij in 1942 op aandringen van hoogleraar rechtsgeschiedenis (en overtuigd NSB-lid) L.J. van Apeldoorn werd ontslagen. Vanaf 1945 was hij hoogleraar Romeins recht aan de Rijksuniversiteit Groningen. Hij was onder andere medewerker aan Werk en De Gids (1941). Onder zijn eigen naam verzorgde hij de editie van de 60-delige Byzantijnse vertaling van de Justiniaanse codificatie : Ta basilika nómma. Op 7 juni 1977 ging Scheltema met emeritaat en werd opgevolgd door Jan Lokin.
Over Scheltema doen en deden vele anekdotische verhalen de ronde en hij was er de man niet naar om die tegen te spreken. Zo zou hij één van zijn studenten bij het afleggen van tentamens (in de tijd dat dat nog bij de hoogleraar thuis gebeurde) ontvangen hebben gekleed in zomerse kledij (in sommige versies van het verhaal in zwembroek), om vervolgens de te net geklede student weg te zenden met het verzoek iets luchtigers aan te trekken. Bij de tweede komst opende hij de deur in smoking.
Prof. Scheltema  was een telg uit het geslacht Scheltema en zoon van Gabbe Scheltema, hoogleraar in de kindergeneeskunde te Groningen, en Anna Berendina Alting. Zijn oudere broer mr. Foppe Gabbe Scheltema (1891-1939) was hoogleraar handelsrecht aan de Universiteit Leiden en de Universiteit van Amsterdam. H.J. Scheltema woonde vanaf 1946 tot zijn dood op de Hoge der A nummer 8. Hij stierf, na een glas bier genuttigd te hebben in zijn stamcafé De Sleutel aan de Noorderhaven, ten huize van zijn opvolger, Jan Lokin, met het boek Überlieferung, Aufbau und Stil von Gai Institutiones van H.L.W. Nelson in zijn handen. Op 7 december 1981 werd Scheltema tijdens een zware hagelbui begraven op Ameland, waar de familie Scheltema geworteld was.
Scheltema wordt gezien als grondlegger van de Juridische Byzantinistiek in Nederland. Hij ontving in 1957 een eredoctoraat van de Universiteit van Erlangen, en was in het studiejaar 1958-1959 rector van de Rijksuniversiteit Groningen.

## Biografie
E.W.A. Hensen. Langs zelf gekozen paden - Het leven van H.J. Scheltema, N.E.M. Pareau & Mr. J. Jer. van Nes. Amsterdam, 1992